# Cees Sinke
Cornelis (Cees) Sinke (Yerseke, ca. 1947) is een Nederlands politicus van het CDA.
Zijn vader was oesterkweker en zelf hij heeft ook korte tijd in dat familiebedrijf werkzaam geweest. Daarna ging hij werken bij de gemeentesecretarie van Yerseke en enige tijd later werd hij chef van de afdeling ruimtelijke ordening en grondzaken van de gemeente Reimerswaal. In 1977 volgde zijn aanstelling tot chef algemene zaken en waarnemend gemeentesecretaris van de Zeeuws-Vlaamse gemeente Axel en drie jaar later werd Sinke gemeentesecretaris van de Zuid-Hollandse gemeente Bernisse.
In augustus 1985 volgde zijn benoeming tot burgemeester van de toenmalige Zuid-Hollandse gemeente Valkenburg en tien jaar later werd hij burgemeester van Goedereede. Begin 2004 nam hij ontslag toen er een onderzoeksrapport was verschenen over een garantiestelling voor de visafslag in Stellendam. Sinke was voorzitter van de Raad van Commissarissen van die visafslag en had die garantie zonder besluit van de gemeenteraad getekend. Later dat jaar werd hij waarnemend burgemeester van de gemeente Ter Aar. Op 1 januari 2007 fuseerde die gemeente met Liemeer en Nieuwkoop en ging verder onder de naam Nieuwkoop en daarmee kwam zijn functie te vervallen.